# ブルース・マルムース
ブルース・マルムース（Bruce Malmuth、1934年2月4日 - 2005年6月29日）は、アメリカ合衆国の俳優、映画監督。

## 人物

### 陸軍時代
アメリカ合衆国陸軍にいたころからドキュメンタリー映画を作ってきており、陸軍時代の知人には野球アナウンサーのレッド・バーバーがいた。映画・テレビ業界入りする前は、WPIXラジオでニューヨークヤンキースの試合の実況の演出を行っていた。

### 俳優/映画監督として
映画監督としての代表作にはシルベスター・スタローン主演の映画『ナイトホークス』や、スティーヴン・セガールの映画『ハード・トゥ・キル』、ジル・クレイバーグ主演の『Where Are The Children?』がある。
スポーツが大好きで、1984年の映画『ベスト・キッド』ではリングアナウンサーを演じ、ほかにも様々な端役で出演していた。また、『Baseballs or Switchblades?』、ダリル・ストロベリーを題材としたエミー賞受賞作品『A Boy's Dream』などといったドキュメンタリー作品がある。

### 晩年
2005年6月29日、食道癌のため死去（71歳）。